# Анна з Зелених Дахів
Анна з Зелених Дахів (яп. 赤毛のアン, Акаґе но ан) — аніме-серіал 1979 року, заснований на романі «Енн із Зелених Дахів» канадської письменниці Люсі Мод Монтгомері, створений студією Nippon Animation. Є частиною серії «Кінотеатр світових шедеврів». Серіал транслювався українською мовою на телеканалі Малятко TV. У 2009 році вийшов його приквел, створений на тій же студії, — Kon'nichiwa Anne: Before Green Gables.

## Сюжет
Марілла та Метью Катберт — немолоді брат і сестра, які живуть на фермі «Зелені Дахи» в селі Ейвонлі на острові Принца Едварда в Канаді. Одного разу вони вирішують усиновити хлопчика, щоб той допомагав Метью працювати на фермі, проте помилково із сиротинця замість хлопчика приїжджає одинадцятилітня дівчинка на ім'я Анна, яка рада, що нарешті знайшла будинок та родину. Спершу Марілла хоче відправити дівчинку назад у сиротинець, однак незабаром Анна підкорює серце Марілли і та вирішує залишити дівчинку в «Зелених Дахах» та ростити як рідну дочку.

## Персонажі

### Зелени Дахи
Анна Ширлі (яп. アン・シャーリー, Ан Ся:рі:)
Головна героїня. 11 років. Народилася в Новій Шотландії, у місті Болінґброк. Коли їй було лише три місяці від народження, її батьки померли від черевного тифу і її взяла на виховання пані Томас, а потім пані Геммонд, однак після смерті чоловіка пані Геммонд Анна потрапила в сиротинець, звідки її забрала пані Спенсер на острів Принца Едварда. У неї руде волосся і веснянки, а сама вона худа і великоока. Володіє хорошим уявою, яка часто допомагає їй пережити негаразди. Хоче щоб її звали Корделія Фіцджеральд, але задовольняється своїм справжнім ім'ям. Ім'я Анна їй дав батько на честь англійської королеви Анни Стюарт.
Марілла Катберт (яп. マリラ・カスバート, Маріра Касуба:то)
Сестра Метью. На відміну від свого брата, ділова і сувора. Добре розбирається в домашньому господарстві та готуванні. Хотіла взяти хлопчика із сиротинця в допомогу своєму брату, проте помилково отримала Анну і вирішила залишити її. Попри свій жорсткий характер, вона дуже сильно полюбила Анну. Має слабкий зір та потерпає від головних болів.
Метью Катберт (яп. マシュウ・カスバート, Масюу Касуба:то)
Брат Марілли. Замкнутий, але добрий. Не любить жінок, за винятком своєї сестри та пані Рейчел Лінд. Має слабке серце. Зустрівши Анну, він відразу прив'язався до неї й захотів залишити її у «Зелених Дахах».
Джеррі Бут (яп. ジェリー・ブート, Дзері: Бу:то)
Помічник Метью. Ненажерливий і не дотримується манер.

### Село Ейвонлі
Рейчел Лінд (яп. レイチェル・リンド, Рейтеру Ріндо)
Подруга Марілла. Живе неподалік від «Зелених Дахів». Балакуча, проста і прямолінійна. Цікавиться політикою.
Діана Баррі (яп. ダイアナ・バリー, Дайана Барі:)
Найкраща подруга Анни. Любить читати. У неї пухкі щічки та чорне волосся, які вона заплітає у дві кіски й прикрашає червоними стрічками. Знає багато пісень. Живе в «Садовому Схилі» поруч із «Зеленими Дахами». Вона та Анна присягнулися у вічній дружбі одне одному.
Мінні-Мей Баррі (яп. ミニー・メイ・バリー, Міні: Мей Барі:)
Молодша сестра Діани.
Мері-Джо (яп. メアリー・ジョー, Меарі: Дзьо:)
Служниця родини Баррі.
Тедді Філіпс (яп. テディ・フィリップス, Теді Фіріппусу)
Учитель в ейвонлійській школі. Закоханий у Пріссі Ендрюс. Несправедливий.
Мюрієль Стейсі (яп. ミュウリエル・ステイシー, Мюуріеру Сутейсі:)
Нова вчителька в ейвонлійській школі, яка замінює пана Філіпса. Добра і справедлива. Помічає в Анни здатність до навчання.
Гілберт Блайт (яп. ギルバート・ブライス, Ґіруба:то Бурайсу)
Однокласник Анни. Дражнив Анну «морквою» за її руде волосся, що сильно образило її. За це вона вдарила його грифельною дошкою по голові, після чого протягом п'яти років не могла пробачити та ігнорувала. Популярний у школі, добре вчиться. Змагається з Анною в навчанні.
Чарлі Слоун (яп. チャーリー・スローン, Тя:рі: Суро:н)
Однокласник Анни. Товстий. Закоханий в Анну.
Муді-Спурджен Макферсон (яп. ムーディ・スパージョン・マクファーソン, Му:ді Супа:дзьон Макуфа:сон)
Однокласник Анни. Мріє стати священником.
Норман Кемпбелл (яп. ノーマン・キャンベル, Но:ман Кянберу)
Однокласник Анни.
Томмі Слоун (яп. トミー・スローン, Томі: Суро:н)
Однокласник Анни.
Елла-Мей Макферсон (яп. エラ・メイ・マクファーソン, Ера Мей Макуфа:сон)
Сестра Муді.
Джейн Ендрюс (яп. ジェーン・アンドリュース, Дзе:н Андорю:су)
Однокласниця і подруга Анни.
Рубі Джилліс (яп. ルビー・ギリス, Рубі: Ґірісу)
Однокласниця і подруга Анни. Трохи боягузлива, плаче, коли нервує.
Джозі Пай (яп. ジョーシー・パイ, Дзьо:дзі: Пай)
Однокласниця Анни. Володіє неприємним характером. Не любить Анну.
Герті Пай (яп. ガーティ・パイ, Ґа:ті Пай)
Сестра Джозі. Така ж противна, як і своя сестра.
Софія Слоун (яп. ソフィア・スローン, Софіа Суро:н)
Однокласниця і подруга Анни. Старша сестра Чарлі.
Тіллі Болтер (яп. ティリー・ポールター, Тірі: По:рута:)
Однокласниця і подруга Анни.
Мінні Ендрюс (яп. ミニー・アンドリュース, Міні: Андорю:су)
Однокласниця Анни. Має значні успіхи в навчанні.
Пріссі Ендрюс (яп. プリシー・アンドリュース, Пурісі: Андорю:су)
Старшокласниця ейвонлійської школи.
Емма Вайт (яп. エム・ホワイト, Ему Ховайто)
Однокласниця Анни.

### Місто Шарлоттаун
Стелла Мейнард (яп. ステラ・メイナード, Сутера Мейна:до)
Подруга Анни в Королівській вчительській семінарії.
Прісцилла Грант (яп. プリシラ・グラント, Пурісіра Ґуранто)
Подруга Анни в Королівській вчительській семінарії.
Джозефіна Баррі (яп. ジョセフィン・バリー, Дзьосефін Барі:)
Живе в розкішному будинку в Шарлоттауні. Уперта літня леді, яка дуже полюбила Анну. Запросила Анну пожити у себе, коли та вступила до Королівської вчительської семінарії.